# Lilian Carmona
Lilian Cristina Carmona (São Paulo, 16 de novembro de 1954) é uma baterista brasileira, reconhecida como a primeira mulher baterista profissional do Brasil. Além da carreira nacional e internacional como instrumentista, também se destaca como professora e formadora de alguns dos principais bateristas do país.

## Formação
Começou a tocar bateria aos 11 anos, já se apresentando em programas de TV com seu primeiro grupo, o Sibalanço Trio. Aos 17 tornou-se profissional, integrando o grupo do maestro Amilson Godoy e gravando a trilha sonora do programa Vila Sésamo. Autodidata até os 19 anos, estudou na Berklee College of Music (Boston/EUA) e na escola de Dante Agostini/Kenny Clarke (Paris/França).

## Carreira profissional
Entre suas participações em estúdio e ao vivo, tocou com Gal Costa, Toquinho, César Camargo Mariano, Dominguinhos, Nana Caymmi, Cláudio Roditi, Luiz Eça, Baden Powell, Leny Andrade, Thiago de Mello, Jane Duboc, Raul de Souza, Alcione, Angela Ro Ro, Romero Lubambo, Nara Leão, Márcio Montarroyos, Pery Ribeiro, Filó Machado, Marcia, Eduardo Conde, Julia Graciela, entre outros.
Integrou por vários anos na década de 1980 a “150 Night Club Band” do Maksoud Plaza Hotel, principal palco do jazz no Brasil durante o período. Tocou com George Shearing em Nova Iorque em 1988, sendo destaque no The New York Times e com diversos outros artistas internacionais, como Michel Legrand, George Shearing, Billy Eckstine, Jorge Calandrelli, Paquito D'Rivera, Jon Hendricks, Major Holley, Carmen McRae, Les Elgart, Phil Wilson e Diana King.
Foi convidada especial de várias orquestras, entre elas a Royal Philharmonic Orchestra, sob a regência de Ettore Stratta. Tocou com a Banda Sinfônica Jovem de São Paulo na ópera-rock Tommy e na obra sinfônica de Rick Wakeman Viagem ao centro da terra (2012). Também de Rick Wakeman, desta vez com a Orquestra Sinfônica Jovem de São Paulo, apresentou Rei Arthur e os Cavaleiros da Távola Redonda (2000), sob a regência de Monica Giardini.
No teatro, entre as produções brasileiras de musicais da Broadway que contaram com sua atuação, estão Victor ou Victoria, A Bela e a Fera, Sweet Charity, Os Produtores e Hairspray, despontando entre os atores Claudia Raia, Miguel Falabella, Edson Celulari, Marília Pera e Juliana Paes.
Participou de grupos pioneiros a música instrumental brasileira, formados só por mulheres, como a Banda das Sete Mulheres e a big band Jazzmin's, formada por professoras e alunas da EMESP-Tom Jobim.
Seu primeiro álbum solo, The First!, produzido pelo selo Sesc, foi lançado em 2017.

## Carreira acadêmica
Lilian Carmona é conhecida por sua contribuição à educação musical e pelo material didático que tem desenvolvido. Integrou o corpo docente do curso de música da UNICAMP e Universidade Livre de Música, e de eventos importantes do cenário didático da música no Brasil, como a Oficina de Música de Curitiba e o Festival de Inverno de Campos de Jordão.
Atualmente é requisitada internacionalmente para ministrar master classes de bateria (como na Berklee College of Music em 2012), é professora da EMESP-Tom Jobim.